# Karolina Bielenin-Lenczowska
Karolina Bielenin-Lenczowska (ur. 11 lipca 1978 w Pszczynie) – polska antropolożka i lingwistka, profesor w Instytucie Slawistyki Polskiej Akademii Nauk.

## Życiorys
W 2002 r. ukończyła studia polonistyczne, a w 2004 r. etnologiczne na Uniwersytecie Warszawskim. W 2007 r. obroniła pracę doktorską Wizerunek rodziny i rodu w języku polskim XVI wieku i jego słowiański kontekst napisaną pod kierunkiem prof.Elżbiety Sękowskiej. W 2016 r. otrzymała stopień doktor habilitowanej na podstawie książki Spaghetti z ajwarem. Translokalna codzienność muzułmanów w Macedonii i we Włoszech (WUW 2015). W latach 2019–2021 pracowała jako profesorka wizytująca na Uniwersytecie Federalnym stanu Santa Catarina (Universidade Federal de Santa Catarina) we Florianopolis w Brazylii. Od listopada 2023 pełni funkcję zastępczyni dyrektorki Instytutu Slawistyki PAN ds. naukowych. Jej zainteresowania naukowe koncentrują się wokół antropologii migracji i mobilności, antropologii lingwistycznej, współczesnych migracji transnarodowych, diaspory, krajobrazu społeczno-językowego, Polonii w Brazylii, etnografii Macedonii.

## Członkostwo w gremiach naukowych
Karolina Bielenin-Lenczowska jest członkinią w następujących organizacjach:
- Polskie Towarzystwo Ludoznawcze;
- European Association of Social Anthropologists(inne języki);
- International Union of Anthropological and Ethnological Sciences(inne języki);
- Associação Brasileira de Antropologia(inne języki)[5].

## Wybrane publikacje
Książki autorskie:
- Koloniści z Rio Claro. Krajobraz społeczno-językowy „polskiej” wsi w południowej Brazylii, Gdańsk: Słowo/obraz terytoria, 2024.
- Spaghetti z ajwarem. Translokalna codzienność muzułmanów w Macedonii i we Włoszech, Warszawa: WUW, 2015.
- Rodzina, ród, pokrewieństwo w perspektywie lingwistyczno-antropologicznej, Warszawa: Wydawnictwo Wydziału Polonistyki UW, 2008.

Redakcja naukowa książek i numerów specjalnych czasopism:
- [z Renatą E. Hryciuk] Jedzenie i mobilność w perspektywie antropologicznej, “Studia Socjologiczne” 2018 no. 4.
- Anthropology of continuity and change. Macedonian Poreče 80 years after Józef Obrębski’s research, Warsaw 2015.
- [z Davidem Henigiem] Being Muslims in the Balkans: Ethnographies of Identity, Politics and Vernacular Islam in South-East Europe, “Anthropological Journal of European Cultures” 2013 no. 2, vol. 22.
- Sąsiedztwo w obliczu konfliktu. Relacje społeczne i etniczne w zachodniej Macedonii – refleksje antropologiczne, Warszawa 2009: DiG.